# Erős Ferenc Modest
Erős Ferenc Modest ferences rendi szerzetes.

## Élete
1811-ben a kolozsvári óvári kolostorban volt szerzetes, 1836-ban marosvásárhelyi házfőnök, 1843-ban a medgyesi rendház növendékeinek főnöke volt.

## Nyomtatásban megjelent munkái
- Az imádkozókról szent beszéd. Kolozsvár, 1811
- Tudósítás és az Isten imádásának módjai, mint Marosvásárhelyt a három normális oskolákban lévő növendékség gyakorolja. Marosvásárhely, 1836
- Paraenesis. Marosvásárhely, 1841
- A szűz Mária képe és pünkösdi gyülekezet Csik-Somlyón. Brassó: Römer és Kamner, 1852
- Sermo funebris ad exequias., parochi Coronensis Antonii Kovács de Felfalu, abbatis. Coronae, 1858